# 亨利·佩斯利耶
亨利·佩斯利耶（法語：Henri Peslier，1880年1月4日—1912年5月12日），法国男子水球运动员。他曾代表法国参加1900年夏季奥林匹克运动会水球比赛，获得一枚铜牌。他于1912年在巴黎去世。